# C27H48O
化学式C27H48O（摩尔质量：388.67 g/mol）可能指：
- 粪甾烷醇，CAS号：360-68-9
- 表粪甾烷醇，CAS号：516-92-7
- 胆甾烷醇，CAS号：17608-41-2

|  | 这个同类索引页列出了具有相同分子式的化学物（即同分異構體）条目。 除非您是有意链接至本页，否则应将相应条目的内部链接指向正确的条目。 |